# Ribeira Brava (Madera)
Ribeira Brava – miasto w Portugalii (Madera). Według danych szacunkowych na rok 2013 liczy 5 692 mieszkańców. Prawa miejskie otrzymało w 1914.